# Mittelspecht
Der Mittelspecht (Leiopicus medius, Syn.: Dendrocoptes medius, Dendrocopos medius) ist eine in Mitteleuropa relativ seltene Vogelart aus der Familie der Spechte (Picidae). Sie ist in einem vergleichsweise kleinen Gebiet der West- und Südwestpaläarktis verbreitet. Die Art benötigt zur Nahrungssuche Baumkronen mit grobrindigen Ästen und Stammbereichen. In weiten Teilen des Verbreitungsgebietes zeigt der Mittelspecht daher eine Bindung an alte Eichenwälder, wurde aber in den letzten Jahren auch in naturnahen Laubmischwäldern ohne wesentlichen Eichenanteil festgestellt.
Mittelspechte sind Standvögel, die ihre Jungen in selbst gezimmerten Baumhöhlen großziehen. Sie gehören zu den wenigen Buntspechten, bei denen die Färbungsunterschiede der Geschlechter sehr schwach ausgeprägt sind oder häufig völlig fehlen, sodass feldornithologisch eine Geschlechtsbestimmung problematisch sein kann. In ihrem Verbreitungsgebiet sind sie die einzige Art, bei der beide Geschlechter etwa gleich große rote Kopfkappen aufweisen.
L. medius gehört zu den wenigen Vogelarten mit einem Verbreitungsschwerpunkt in Mitteleuropa: Etwa 20 % brüten in Deutschland, weshalb Deutschland eine besondere Verantwortung für die Erhaltung dieser Tierart trägt (Verantwortungsart). Der Gesamtbestand scheint leicht zuzunehmen und wird zurzeit als „Nicht gefährdet“ (LC = Least concern) eingestuft.

## Aussehen

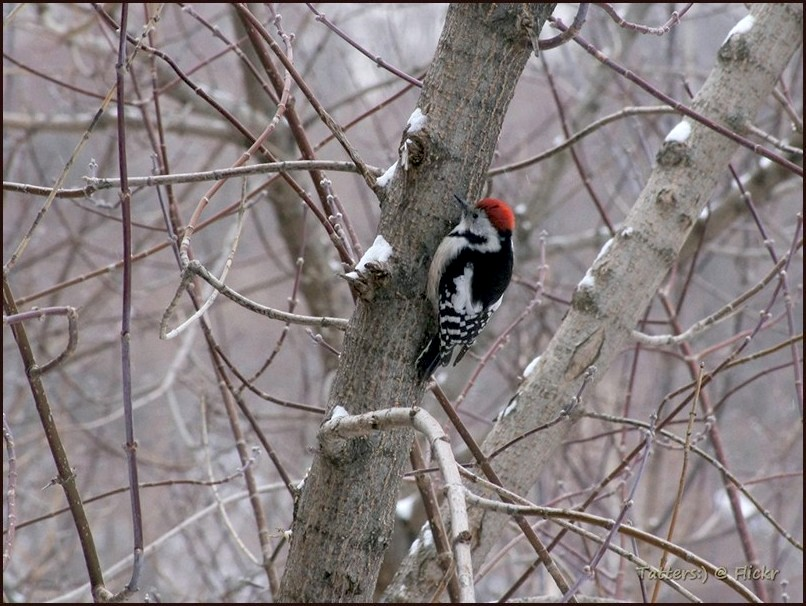
Männlicher Mittelspecht

Der Mittelspecht ist nur geringfügig kleiner als der Buntspecht, aber bedeutend größer als der Kleinspecht. Er ist der einzige europäische Specht, bei dem der Farbdimorphismus zwischen den Geschlechtern nur sehr schwach ausgeprägt ist. Der Mittelspecht ist ein typischer Buntspecht mit kontrastierender schwarz-weißer Gefiederzeichnung. Die schwarzen Gesichtszeichen sind bei dieser Art vergleichsweise schwach ausgeprägt, sodass das Gesicht überwiegend schmutzig weiß erscheint. Insbesondere unterscheidet sich dieser Specht durch das Fehlen eines schwarzen Zügelbandes von allen anderen europäischen Buntspechten. Der Scheitel ist bei beiden Geschlechtern von einer ziegelroten, zum Nacken hin ins Rotorange wechselnden, nicht schwarz gerandeten Gefiederpartie bedeckt; sehr häufig, insbesondere in aggressions- oder sexuell motivierten Situationen werden die Scheitelfedern gesträubt. Der Schnabel ist relativ kurz, hellgrau und nicht sehr kräftig. Rücken und Flügel sind glänzend schwarz, der Schulterbereich ist weiß, die Armdecken sind breit weiß gebändert. Der kräftige Stützschwanz ist schwarz, die äußeren Steuerfedern sind weiß mit einer individuell sehr unterschiedlich ausgeprägten Schwarzzeichnung. Die Flanken sind auffallend dunkelgrau längsgestrichelt. Die Brust dieses Spechtes ist blassgelblich gefärbt, der Bauch weist einen Rosaton auf, der sich zum Steiß hin zum Rötlichen verstärkt.
Bei Weibchen ist die rote Scheitelfärbung oft etwas blasser und vor allem an den Rändern ins Rotbräunliche hin ausfärbend. Dieser minimale Färbungsunterschied ist jedoch nicht immer deutlich ausgeprägt. Jungvögel sind etwas blasser, weniger kontrastreich gefärbt. Ihre Scheitelplatte ist nur angedeutet rötlich, die Bauchpartie ist schmutzig weiß.

### Maße und Körpermasse
Die durchschnittliche Körperlänge des Mittelspechtes beträgt 21 Zentimeter. Er ist damit etwa 15 Prozent kleiner als der Buntspecht, aber 40 Prozent größer als der Kleinspecht. Die Spannweite liegt bei 34 Zentimetern. Das Gewicht adulter Mittelspechte schwankt zwischen 50 und 85 Gramm.

### Verwechslungsmöglichkeiten
Der Mittelspecht ist eine gut zu bestimmende Buntspechtart, obwohl er bei ungenügenden Beobachtungsverhältnissen leicht mit dem Buntspecht, dem Blutspecht oder dem Weißrückenspecht verwechselt werden kann. Wichtigstes Erkennungszeichen ist die rote Scheitel- und Nackenpartie sowie die nur spärliche Schwarzzeichnung des Gesichtes des Mittelspechts. Bei allen anderen Buntspechten tragen nur die Männchen einen roten Hinterhauptfleck, die Schwarzzeichnungen im Gesicht sind bei ihnen viel großflächiger, vor allem reicht bei allen anderen das schwarze Zügelband bis zur Schnabelwurzel. Schwieriger sind Jungvögel des Buntspechtes und des Blutspechtes von adulten Mittelspechten zu unterscheiden, da auch diese in beiden Geschlechtern eine rote Scheitelplatte tragen. Die sicherste Unterscheidung bieten neben dem Größenunterschied auch hier die Schwarzanteile im Gesicht, die bei Buntspecht und Blutspecht bedeutend ausgeprägter sind als beim Mittelspecht. Insbesondere ist auch bei Jungvögeln auf das Vorhandensein eines schwarzen Zügels, der bis zur Schnabelwurzel reicht, zu achten.
Wichtige Unterscheidungsmerkmale zum Buntspecht sind die rosa Unterschwanzdecken, die allmählich in das Weiß des Bauchs übergehen (beim Buntspecht rote Unterschwanzdecken mit scharfer Grenze zum Weiß des Bauchs) und die schwarze Flankenstreifung (beim Buntspecht weiße Flanken ohne Streifung).

### Stimme
Das Stimmrepertoire des Mittelspechtes ist sehr vielfältig. Einige der Rufe dieser Art unterscheiden sich auffällig von denen anderer Buntspechte. Bekanntester Ruf ist das sogenannte Quäken, das etwa mit kwääh…kwääh…kwääh oder ghääh…ghääh…ghääh transkribiert werden kann. Dieser Gesang dient sowohl der territorialen Positionierung als auch als Balzgesang. Er besteht aus mindestens zwei, meist aber aus bedeutend mehr (bis zu dreißig) Einzelelementen und wird vor allem, aber nicht ausschließlich, vom Männchen vorgetragen. Zu Beginn ist die klagende Rufreihe vokalisiert, zum Ende hin wird sie rau und krächzend. Der Ruf trägt sehr weit; entfernt erinnert er an den Warnruf des Eichelhähers (Garrulus glandarius). Der Mittelspecht wird schon sehr früh im Jahr, oft schon im Januar akustisch auffällig; der Gesangsgipfel wird in der Hauptbalzzeit von Mitte März bis Mitte April erreicht. Auch im Spätherbst ist das Quäken gelegentlich wieder zu vernehmen. Neben diesem markantesten Ruf besteht eine Vielzahl von kurzen, oft auch gereihten Lautäußerungen. Am häufigsten ist ein kurzer Gük-Laut zu hören, der in Erregungssituationen zu einer langen Rufreihe werden kann. Auffallend und charakteristisch ist die abfallende Tonreihe und das betonte erste Element.
Mittelspechte trommeln äußerst selten. Offenbar wird die revieranzeigende Funktion des Trommelns bei dieser Art vom Quäken übernommen. Die eher leisen Trommelwirbel bestehen aus 18–30 Einzelschlägen und dauern knapp 2 Sekunden. Die Intervalle zwischen den Schlägen bleiben gleich.

## Verbreitung

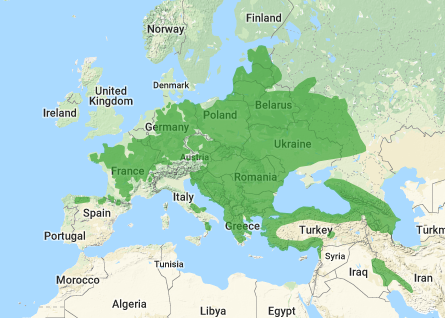
Verbreitungsgebiet des Mittelspechtes

Das Verbreitungsgebiet des Mittelspechtes beginnt in Westeuropa im Kantabrischen Gebirge, zieht sich über die Pyrenäen und über große Teile Frankreichs und Teile Belgiens nach Mitteleuropa und endet im Westen des europäischen Teils Russlands. In den Niederlanden bewohnt der Mittelspecht nur die südlichen Landesteile, in den westlichen und südwestlichen Bereichen der Norddeutschen Tiefebene fehlt die Art bis auf kleine inselartige Vorkommen weitgehend, erst in der Umgebung von Hamburg erreichen die Brutgebiete wieder küstennähere Regionen. In Skandinavien brütet die Art nicht, nachdem die kleinen Restpopulationen in Dänemark 1959 und auf Gotland 1982 erloschen sind. In Osteuropa sind Polen, Lettland, Litauen und Belarus gut von dieser Spechtart besiedelt, während in Estland nur eine sehr kleine, aber wachsende Population in den südlichen Landesteilen vorkommt. Nach Osten hin erstreckt sich die Verbreitung bis etwa an die Wolga. In Süd- und Südosteuropa ist die Art in kleinen Verbreitungsinseln in Italien vertreten, viel dichter sind die Vorkommen in Ungarn und auf dem Balkan. In der Türkei bestehen gute Vorkommen im Pontischen Gebirge, im ägäischen Küstenland und im Taurus. Schließlich brütet die Art noch im Kaukasus und Transkaukasien sowie im Westiran. Außer auf der Ägäisinsel Lesbos nahe der kleinasiatischen Küste scheint dieser Specht auf keiner anderen Mittelmeerinsel vorzukommen.
In Deutschland ist der Mittelspecht weit verbreitet, aber nirgendwo häufig. Die besten Vorkommen liegen in Baden-Württemberg (entlang des gesamten Oberrheins und im Neckarbecken), in Brandenburg (Schorfheide Chorin; Uckermärkische Seen) sowie in Niedersachsen und Bayern, hier vor allem in den Donauauen und im Gerolfinger Eichenwald. In Österreich ist der Mittelspecht in den östlichen und südöstlichen Landesteilen vertreten. So bestehen gute Populationen im Wienerwald und im Wiener Prater und in den Hartholzauen entlang der südsteirischen Mur. In der Schweiz sind nur die nördlichen Landesteile von dieser Spechtart besiedelt. Die größten Vorkommen liegen im Zürcher Weinland, in der Gegend um Basel sowie am Südfuß des Jura.

## Lebensraum

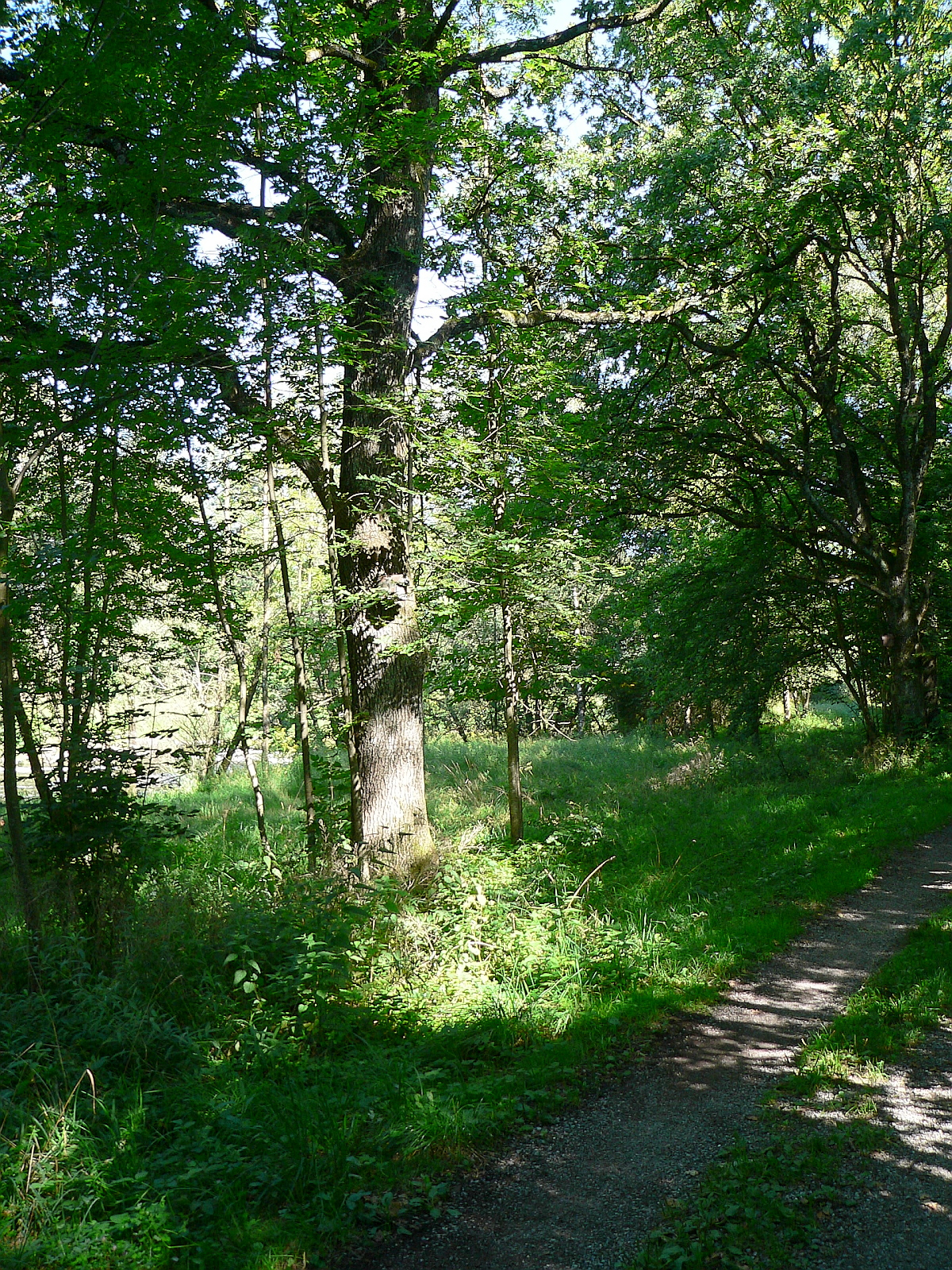
Bruthabitat des Mittelspechtes an der Schussen

Der Mittelspecht ist eine Charakterart der warmgemäßigten Laubwaldzone Europas und Westasiens. Er folgt auffällig dem Verbreitungsgebiet der Hainbuche (Carpinus betulus), mit deren Verbreitungsgrenzen die Mittelspechtvorkommen nur in Nordspanien (dort kommt die Hainbuche nicht vor) und in Südengland (dort kommt der Mittelspecht nicht vor) nicht übereinstimmen.
Bis Ende der 1990er Jahre wurde die enge Bindung des Mittelspechts in Mitteleuropa an alte Eichen betont und die Art daher als Charakterart alter Eichenwälder bezeichnet. Seitdem wurden in Deutschland jedoch auch Vorkommen in Buchenurwäldern, in urwaldartigen Erlenbruchwäldern und im Kaukasus auch Reviere in Weichholzauen mit angrenzenden Buchenwäldern gefunden. Eine neue Untersuchung, die im Landkreis Esslingen in Baden-Württemberg durchgeführt wurde, ergab zudem sehr hohe Bestandsdichten in Obstbaumwiesen, insbesondere dann, wenn diese an geschlossene Laubwaldgebiete grenzten. Ausgedehnte Bestände mit alten, hochstämmigen Obstbäumen spielen vor allem auch als Trittsteinbiotope für dispergierende Jungvögel eine wichtige Rolle.
Man geht heute davon aus, dass weniger die Artenzusammensetzung eines Waldgebietes als dessen Alter und die Bewirtschaftungsform für das Vorkommen des Mittelspechts ausschlaggebend sind. Die Art benötigt zur Nahrungssuche Bäume mit grobrissiger Rinde oder stark strukturiertes Totholz. In forstlich bewirtschafteten Wäldern ist die Art daher auf Eichen angewiesen, da nur diese auch bereits in jüngerem Alter ausreichend grobrissig sind. In eichenfreien Wäldern ist außerdem ein ausreichendes Angebot an stehendem Totholz Basis für eine ausreichende Nahrungsgrundlage. Die Art ist demnach weniger an Eichen gebunden als an naturnahe, totholzreiche Wälder und gilt daher heute als Urwaldrelikt. Da Rotbuchen erst im bereits hiebreifen Alter ab etwa 150–200 Jahren eine grobrissige Rinde und für den Mittelspecht nutzbare Totholzpartien entwickeln, wird das großflächige Fehlen der Art in den mitteleuropäischen Buchenwäldern heute als „forstwirtschaftliches Artefakt“ bezeichnet.
In Mitteleuropa findet die Art heute geeignete Habitatstrukturen vor allem in Augebieten und in naturbelassenen Hangwäldern. Grenzen Eichenbestände an ausgedehnte alte Obstgärten oder liegen Eichenbestände in großflächigen Parklandschaften, vermag der Mittelspecht auch solche Sekundärhabitate zu besiedeln. Wesentlich ist auch die Größe der Waldgebiete selbst. Stark fragmentierte Wälder oder Gehölze unter 10 Hektar werden kaum besiedelt. Ganz selten brüten Mittelspechte in Nadelwaldgebieten. So kommt die Art in Mittelgriechenland in einem Bergwaldgebiet mit Schwarzföhren und der Griechischen Tanne (Abies cephalonica) vor, auf Lesbos werden große, alte Olivenpflanzungen bewohnt.
In Zentral- und Osteuropa kommt der Mittelspecht vor allem in niederen Lagen und im Hügelland vor; Brutplätze über 900 Metern sind in dieser Zone nicht bekannt. In Italien, auf dem Balkan sowie in der Türkei brüten diese Spechte bis in Höhen von 1700 Metern, aus dem Kaukasus und dem Iran sind noch höher gelegene Brutvorkommen bekannt.
Die Siedlungsdichten können in Optimalhabitaten sehr hoch sein. So wurden im östlichen Wienerwald fast vier Brutpaare auf 10 Hektar festgestellt, ähnliche Maximalwerte wurden in der Gegend um Schaffhausen in einer Hartholzaue entlang des Hochrheins ermittelt, wo ein Männchenrevier etwa vier Hektar umfasste.  Üblicherweise sind Mittelspechtreviere jedoch viel größer; Durchschnittsgrößen der Sommerreviere liegen zwischen 10 und 20 Hektar; Winterreviere sind wesentlich größer, in ihren Grenzstrukturen jedoch sehr variabel.

## Systematik

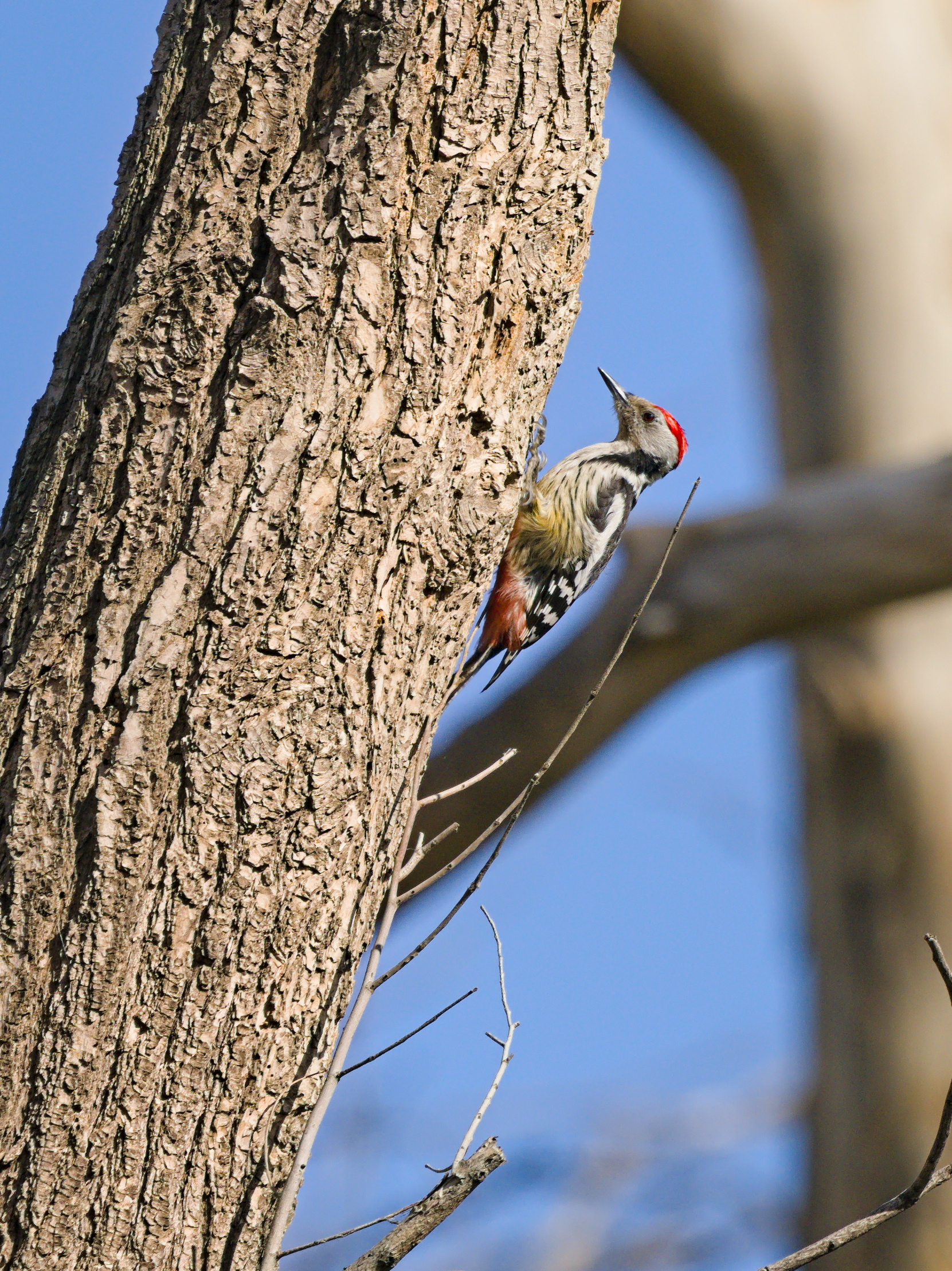
Kaukasische Unterart des Mittelspechtes Leiopicus medius caucasicus

Der Mittelspecht wurde früher und wird zum Teil noch immer in die umfangreiche Gattung der Buntspechte (Dendrocopos) gestellt; der Streifenbrustspecht (Dendrocopos atratus) und der Isabellbrustspecht (Dendrocopos macei) galten als die nächsten Verwandten. Neue molekulargenetische Untersuchungen legen eine Abspaltung von drei Arten und ihre taxonomische Einordnung in eine neu definierte Gattung mit dem 1854 von Bonaparte für eine Reihe von Spechten eingeführten Namen Leiopicus (griech. λεῖος – weich, bartlos) nahe. Danach bilden der Mittelspecht und seine Schwesterart Braunstirnspecht (Leiopicus auriceps) gemeinsam mit dem Gelbscheitelspecht (Leiopicus mahrattensis) eine Klade. Diese Vorschläge wurden in der aktualisierten Systematik des HBW umgesetzt.
Als Ergebnis einer neuen umfangreichen Untersuchung schlugen Jérôme Fuchs und Jean-Marc Pons jedoch 2015 vor, L. medius zusammen mit L. atratus, L. auriceps und L. macei nach Dendrocoptes zu stellen, einer Ansicht, der einige Autoritäten, so auch die IOU in der IOC World Bird List (Stand Version 13.2, 2023), nicht aber das HBW gefolgt sind.
Wahrscheinlich lag das glaziale Rückzugsgebiet des Mittelspechts auf dem Balkan oder im östlichen Mittelmeerraum, von wo aus die nacheiszeitliche Ausbreitung erfolgte. Zurzeit unterscheiden die meisten Autoren vier Unterarten, die sich jedoch nur geringfügig voneinander unterscheiden.
- Leiopicus medius medius (Linnaeus, 1758): Die Nominatform kommt in Europa und in der Nordwesttürkei vor. Die Vögel aus Spanien sind etwas farbintensiver gezeichnet, vor allem die Rosafärbung des Steißes ist ausgedehnter und intensiver. Die türkischen Spechte weisen eine etwas intensivere Flankenstrichelung auf. Diese Färbungsvarianten führten zur Beschreibung der Unterarten D. m. lilianae und D. m. splendidor, die jedoch zurzeit nicht anerkannt sind.
- Leiopicus medius caucasicus (Bianchi, 1904): Diese Unterart ist in der Nordtürkei und im Kaukasusgebiet verbreitet. Die Bauchpartie ist heller als bei der Nominatform, die Brust deutlich gelblich gefärbt. Die äußeren Steuerfedern sind stark und regelmäßig schwarz gebändert. Der Steiß ist rötlicher als bei D. m. medius.
- Leiopicus medius anatoliae (Hartert, 1912): Eine nicht allgemein anerkannte Unterart aus der Süd- und Südwesttürkei, die von einigen Autoren mit der obigen vereint wird. Die Vögel sind D. m. caucasicus äußerst ähnlich, aber geringfügig kleiner.
- Leiopicus medius sanctijohannis (Blanford, 1873): Die Spechte dieser Unterart kommen im Norden des Irans, vielleicht auch im Nordirak vor. Die Rasse zeigt eine auffallend weiße Gesichtszeichnung, auch die Unterseite ist weitgehend weiß bis auf eine sehr ausgedehnte Rotzeichnung, die vom Unterbauch über den Steiß bis zu Unterschwanzdeckfedern reicht. Die Flanken sind sehr eng schwarz gestrichelt.[2][24]

## Nahrung
Mittelspechte ernähren sich vornehmlich von unterschiedlichen Arthropoden und deren Entwicklungsstadien. Dabei überwiegen stamm- und rindenbewohnende Arten gegenüber jenen, die auf Zweigen oder Blättern leben. Holzbohrende Käferlarven spielen keine oder nur eine sehr untergeordnete Rolle. Nach der Individuenzahl bilden Blattläuse, verschiedene Ameisenarten wie die Glänzendschwarze Holzameise oder die Fremde Wegameise den Nahrungshauptanteil, während Gattungen der Waldameisen eine nur untergeordnete Bedeutung im Nahrungserwerb dieses Spechtes haben. Daneben bilden noch Käfer, Schildläuse, Schnaken, verschiedene Raupen sowie Fliegen, Mücken und Asseln Bestandteile der animalischen Kost. Die meisten Beutetiere sind klein, die mittlere Länge beträgt etwa 8,5 Millimeter. An frisch geschlüpfte Küken werden vor allem Blattläuse verfüttert, mit zunehmendem Alter gleicht die Nestlingsnahrung der der Erwachsenen.
Der Mittelspecht nimmt vegetarische Kost zu sich, jedoch bei weitem nicht in dem Ausmaß, wie dies beim Buntspecht, besonders aber beim Blutspecht festzustellen ist. Im Frühjahr ringelt er gelegentlich safttreibende Bäume, vor allem Linden, um Baumsäfte aufnehmen zu können; im Juni und Juli können Kirschen eine wichtige Beikost sein, die auch an die Jungen verfüttert wird. Im Herbst und Winter spielen Nüsse und Koniferensamen eine gewisse, wenn auch untergeordnete Rolle.

## Verhalten

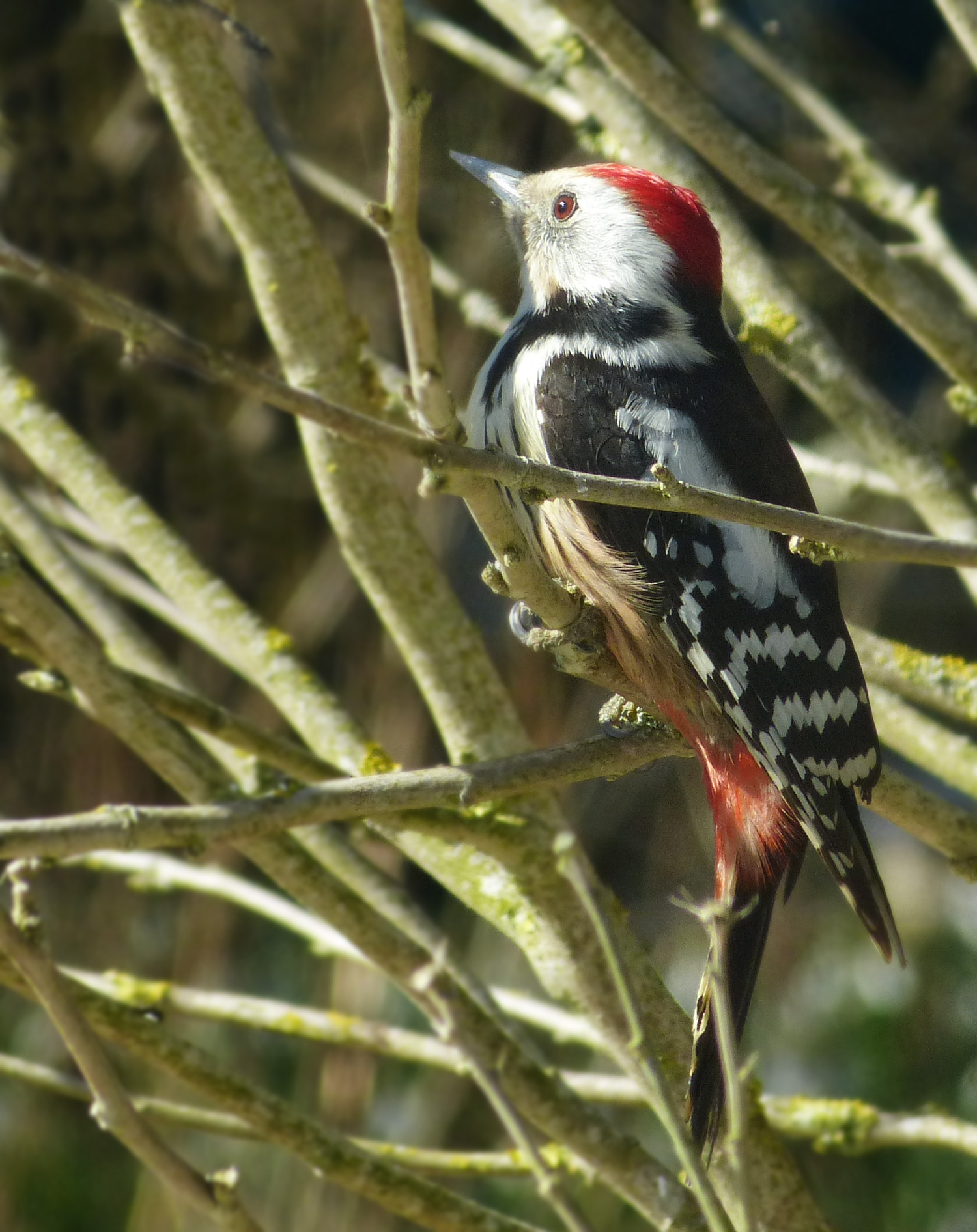
Mittelspecht im Garten (Mecklenburg, Rieps / Cronskamp)

Der Mittelspecht ist ein agiler, unruhig und rastlos wirkender Specht. Er huscht unter andauerndem Stochern gewandt die Stämme auf- und abwärts, wobei er wie ein Kleiber auch kopfüber abwärts klettert. Die Verweildauer auf einem Nahrungsbaum ist oft nur kurz. Auch kleine Ortswechsel legt er fliegend zurück. Der Streckenflug ist ein kräftiger und schneller Bogenflug. Die Aufwärtsbewegung wird durch einige kräftige, schnell aufeinanderfolgende Flügelschläge erreicht, am Bogengipfel werden die Flügel eng an den Körper gelegt. Plötzliche Richtungswechsel sind von einem lauten Geräusch begleitet. Häufig sitzt er wie ein Singvogel quer auf einem Ast und nicht, wie die meisten anderen Spechte, in der Längsrichtung.

### Aktivität und Komfortverhalten
Der Mittelspecht ist wie alle Spechte tagaktiv, seine Aktivitätsphase reicht von Sonnenaufgang zum Sonnenuntergang. Vor Einbruch der Abenddämmerung kann er noch eine gewisse Zeit in der Nähe seiner Schlafhöhle verweilen, bevor er in diese einschlüpft. Die Nacht wird in einer Schlafhöhle verbracht, gelegentlich auch in einem Nistkasten. Ausgesprochenes Schlechtwetter verkürzt die Aktivitätszeit. Während der frühen Nachmittagsstunden werden Ruhepausen eingelegt, die der Specht meist im Kronenbereich verbringt und auch zur Gefiederpflege nutzt. Spezifische Komfortverhaltensweisen wurden selten beobachtet; einige Male wurden Mittelspechte beim Sonnenbaden gesehen, wobei sie den Kopf einziehen und das Gefieder sträuben.

### Territoriales und antagonistisches Verhalten
Mittelspechte sind während des gesamten Jahres territorial und begegnen Artgenossen innerhalb der Reviergrenzen aggressiv. Sie antworten sofort auf Rufattrappen, häufig fliegen sie die Schallquelle auch an. Weibchen werden im Winterrevier geduldet, von besonders ergiebigen Futterquellen aber oft vertrieben. Auf Buntspechtrufe und Lautäußerungen des Stares reagiert der Mittelspecht aggressiv, obwohl strittig ist, ob es zu einer echten Rivalität zwischen diesen Arten kommt, da sie doch verschiedene Lebensbereiche im zuweilen gemeinsamen Nahrungshabitat nutzen. Einige Male wurden besetzte Buntspecht- und Mittelspechthöhlen auf engstem Raum nebeneinander gefunden, ohne dass ein Aggressionsverhalten feststellbar gewesen wäre. Sicher ist aber auch, dass der Buntspecht in der direkten Auseinandersetzung überlegen ist und gelegentlich auch besetzte Mittelspechthöhlen übernimmt und die Nestlinge tötet. Auf Eichhörnchen und Bilche reagiert der Mittelspecht energisch hassend und versucht sie mit direkten Flugattacken zu vertreiben.
Vor Flugfeinden, insbesondere dem Sperber, verharrt der Mittelspecht, wenn er nicht in eine Höhle fliehen kann, regungslos eng an den Stamm gedrückt. Diese Einfrierposition ist auch von anderen Buntspechten bekannt. Angriffen von Mardern, dem zweiten wesentlichen Prädator, können sich adulte Vögel meist fliegend entziehen, während eben flügge gewordene und Jungvögel ihnen oft zum Opfer fallen.

### Nahrungserwerb
Der Mittelspecht ist ein ausgesprochener Baumspecht, der nur sehr selten seine Nahrung auf der Erde oder auf liegenden Stämmen oder Ästen sucht. Dabei bevorzugt er während des gesamten Jahres den inneren Kronenbereich grobborkiger, alter Laubbäume, insbesondere von Eichen. Die oberen und mittleren Stammabschnitte werden bedeutend weniger häufig genutzt, die unteren Stammabschnitte vergleichsweise selten. Allerdings variiert die Nutzung der verschiedenen Abschnitte während des Jahres etwas, vor allem im Winter werden die mittleren und oberen Stammabschnitte sowie große Seitenäste häufiger aufgesucht.
Der Mittelspecht sammelt seine Beutetiere von der Stammoberfläche auf, indem er mit hastigen Bewegungen in Borkenrissen stochert, Blätter absucht und gelegentlich auch in kurzen Ausfallsflügen Fluginsekten zu erbeuten sucht. Bei der Beutesuche klettert er sehr gewandt, auch kopfüber und seitlich an Ästen; Beeren und Kirschen erntet er oft, indem er sich kopfunter an ein Ästchen klammert. Nach verborgenen Beutetieren hackt diese Spechtart vergleichsweise selten und nicht sehr ausdauernd; nur in der obersten Borkenschicht und unter losen Rindenteilen werden holzbewohnende Insekten und deren Larven erbeutet.
Um Nüsse öffnen zu können oder um an Koniferensamen heranzukommen, benutzt der Mittelspecht einfache Schmieden. Echte Schmieden legt diese Art jedoch nicht an. Im Frühjahr ringelt er safttreibende Bäume oder nutzt Saftaustritte aus Rindenverletzungen oder Ringelstellen anderer Spechte.

### Wanderungen
Der Mittelspecht ist in hohem Maße standorttreu. Auch in strengen Wintern verharrt die Art im Brutgebiet, das allerdings während der Wintermonate großräumig erweitert wird. Gelegentlich verstreichen Mittelspechte winters auch in günstigere Nahrungsgebiete und können dann in Parks oder an Futterstellen beobachtet werden. Auch die Jugenddispersion führt meist nur über kurze Distanzen, ein nestjung beringter Vogel wurde allerdings 55 Kilometer entfernt wiedergefunden. Gelegentlich kommt es zu kleinräumigen Wanderbewegungen und ausgedehnteren Dispersionsflügen, wie etwa das regelmäßige Erscheinen von Mittelspechten in den ehemaligen südschwedischen Brutgebieten zeigt, bei denen es sich offenbar um baltische Spechte handelt.

## Brutbiologie

### Balz und Paarbildung
Mittelspechte werden am Ende des ersten Lebensjahres geschlechtsreif; sie führen eine weitgehend monogame Brutsaisonehe. Die Partnerschaft wird nach der Brutsaison loser, dürfte aber häufig locker auch über den Winter weiter bestehen und zur Hauptbalzzeit erneuert werden. Wie bei allen Spechten ist die innerartliche Aggression sehr groß, sie wird langsam mit dem Aufbau des Brutreviers und mit dem Höhlenbau abgebaut, erlischt aber auch bei verpaarten Mittelspechten nie ganz. Schon Ende Januar, häufiger aber im Februar und verstärkt im März, streift das Männchen mit lauten Quäk-Rufen durch sein Nahrungsrevier. Nähert sich ein Weibchen, intensiviert das Männchen das Quäken und umfliegt es in einem auffälligen Flatterflug. Danach lockt es das Weibchen zu vollendeten oder begonnenen Höhlen, die durch Klopfen angezeigt werden. Dabei sind die Federn der roten Kopfplatte gesträubt. Das Weibchen inspiziert die Höhlen und kann bald durch eine geduckte Körperhaltung zu einer Kopulation auffordern. Die ersten Kopulationen finden schon im Februar statt, häufiger werden sie jedoch erst im März.

### Niststandort und Höhlenbau

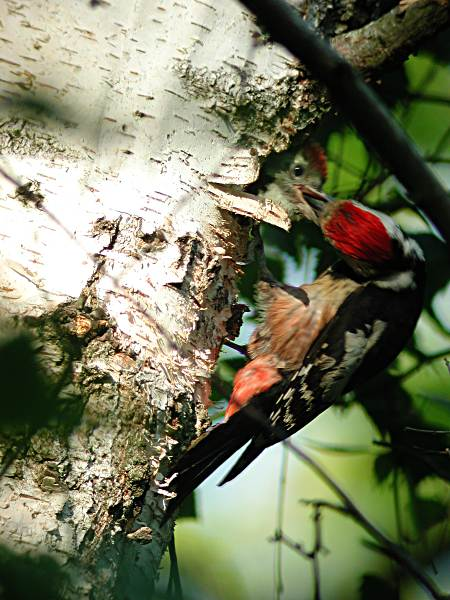
Fütterung eines fast flüggen Nestlings

Der Mittelspecht zimmert seine Höhlen ausschließlich in Bäumen mit weichen Hölzern wie etwa Pappeln, Weiden oder Erlen, beziehungsweise in solchen, die bereits durch Pilzbefall stark geschädigt sind. Oft werden die Höhlen auch in stehendem Totholz angelegt. Charakteristisch für Mittelspechthöhlen ist ihre häufige Lage in starken, horizontalen Seitenästen, wobei sich das Einflugloch oft auf der Unterseite des Astes befindet, oder die Lage unter der baldachinartigen Abdeckung durch einen Baumpilz, wie etwa einem Zunderschwamm. An der Höhle bauen beide Partner, das Männchen allerdings häufiger und ausdauernder als das Weibchen. Die Höhlentiefe liegt bei einer Breite von etwa 12 Zentimetern zwischen 20 und 35 Zentimetern, das Einschlupfloch ist annähernd rund und misst zumindest 34 Millimeter. Mittelspechthöhlen können sich in Ausnahmefällen in Bodennähe befinden, liegen aber meist in Höhen zwischen 5 und 10 Metern, gelegentlich auch in über 20 Metern Höhe. Die Bauzeit beträgt mindestens eine Woche, meist aber zwei bis 4 Wochen; gelegentlich werden Buntspechthöhlen adaptiert, alte eigene wiederverwendet oder die des Kleinspechtes erweitert.

### Gelege und Brut

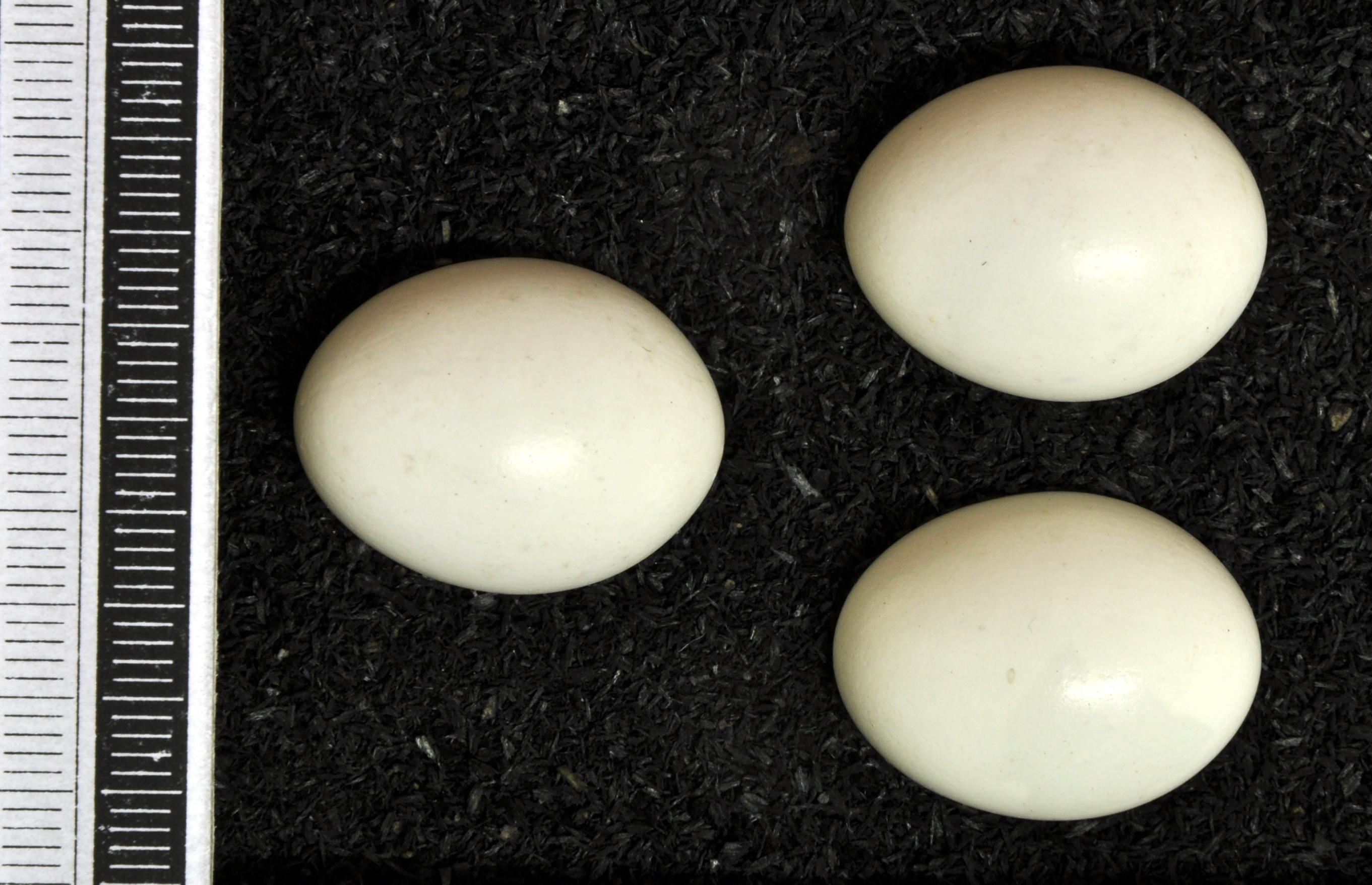
Gelege, Sammlung Museum Wiesbaden

Die Eiablage beginnt in Mitteleuropa frühestens Anfang April, auf dem Balkan und in der Türkei etwas früher, in Nordosteuropa etwas später. Die Gelege bestehen aus 5–6 (4–8) ovalen, reinweißen und glänzenden Eiern in einer durchschnittlichen Größe von 23 × 18 Millimetern; ihr Gewicht liegt bei etwas mehr als 4 Gramm. Die feste Brut beginnt nach Ablage des letzten Eies, vorher werden die Eier nur vor dem Auskühlen geschützt. Beide Geschlechter brüten zu etwa gleichen Teilen, wie bei allen Spechten das Männchen während der Nacht. Bei frühem Gelegeverlust kommt es zu einer Ersatzbrut, im Normalfall brüten Mittelspechte nur einmal pro Jahr. Nach frühestens 10 Tagen schlüpfen die Jungen, meist aber erst am 12. oder 13. Tag nach Brutbeginn. Die Nestlingszeit schwankt zwischen 20 und 24 Tagen, in der sie von beiden Eltern etwa zu gleichen Teilen versorgt werden. Den Abtransport der Fäzes scheint allerdings nur das Männchen zu besorgen. Nach dem Ausfliegen werden die Jungvögel schnell von der Bruthöhle weggelockt und oft in zwei Gruppen geteilt noch bis zu zwei Wochen von einem Elternteil betreut, bevor sie weitgehend selbständig sind und in die nähere Umgebung dismigrieren.
Zum Bruterfolg gibt es nur wenige größere Untersuchungen. Bei 35 untersuchten Bruten in der Nordschweiz flogen durchschnittlich 2,3 Junge aus; eine bedeutend höhere Ausfliegrate mit 5,2 Jungen wurden bei einer kleinen Untersuchung in Südwestrussland festgestellt.

## Bestand und Bestandtrends
Der Mittelspecht gehört zu den schwer zu kartierenden Spechtarten. Die Art kann praktisch nur über ihre Lautäußerungen festgestellt werden, und diese können bei isoliert lebenden Paaren unauffällig sein. So gesehen könnte es also sein, dass einige kleinere Populationen bislang übersehen wurden. Die Bestandsentwicklungen sind uneinheitlich: die kleinen dänischen und schwedischen Vorkommen sind erloschen, dagegen konnte sich die Art in den Niederlanden mit einer kleinen, aber stabilen Population wieder etablieren. Die Vorkommen in den Schlüsselländern Deutschland, Polen und Griechenland sind stabil, in Belgien und der Tschechischen Republik nehmen die Bestände stark zu. Eine umfangreiche Bestandserhebung im Landkreis Esslingen südöstlich von Stuttgart ergab weitaus höhere Bestände als bislang angenommen, sodass die Autoren dieser Studie den Gesamtbestand dieser Art in Baden-Württemberg auf über 10000 Brutpaare schätzen;
Südbeck und Flade gingen 2004 von maximal 2500 Brutpaaren aus. Als Gründe für diese Bestandszunahmen werden vor allem die vorherrschend milden Winter des letzten Jahrzehnts, die Zunahme holzbewohnender und holzbrütender Insekten, sowie die durchschnittlich längere forstwirtschaftliche Umtriebszeit genannt.
Starke Abnahmen werden aus Rumänien und Serbien gemeldet, auch in der Schweiz entwickeln sich die Bestände zurzeit trotz intensiver Schutzmaßnahmen negativ. Unklar ist die Bestandsentwicklung in Frankreich, auch aus der Türkei liegen kaum verlässliche Zahlen vor. Zurzeit brüten in Europa mindestens 140.000 Paare, was mehr als 90 Prozent des Gesamtbestandes beträgt. In Deutschland wird die Brutpopulation auf zumindest 10.000 Paare geschätzt, in Österreich auf etwa 3.000 und in der Schweiz auf 250. Die IUCN schätzt die Bestandssituation dieser Spechtart mit least concern ein, Birdlife europe mit secure.
Trotz dieser insgesamt weitgehend stabilen bis positiven Bestandssituation sind die mitteleuropäischen Populationen in näherer Zukunft keineswegs gesichert. Die größte Gefahr für diesen Habitatspezialisten geht nach wie vor von der Lebensraumzerstörung aus. Viele der jetzigen Vorkommen sind sehr stark fragmentiert und klein, ein Umstand, der die Gefahr der genetischen Isolation in sich birgt, umso mehr, als die Dismigrationsdistanzen bei dieser Art sehr klein sind. Der Mittelspecht ist auf alte, grobborkige Laubbäume, insbesondere auf Eichen angewiesen. Mittelwälder kommen seinen Habitatsansprüchen sehr entgegen, doch wurde diese forstliche Bewirtschaftungsmethode weitgehend aufgegeben. Dort, wo Mittelwaldstrukturen wieder gepflegt werden, zum Beispiel im Niederholz bei Zürich oder im Gerolfinger Eichenwald, können sich gute Mittelspechtvorkommen halten. Eine weitere Gefahr geht davon aus, dass die Edelholzproduktion aus Eichenstämmen in den 1920er-Jahren in Mitteleuropa stark zurückging und kaum Eichen nachgepflanzt wurden. Erst in den letzten 20 Jahren wird wieder intensiver mit Eichen aufgeforstet. Es fehlt also weitflächig eine ganze Eichengeneration; die bestehenden Bestände sind alt, zum Teil geschwächt und so anfälliger für Schädlingsgradationen, wie zum Beispiel die Massenvermehrungen des Eichenwicklers, die vor allem in den letzten Jahren häufig geworden sind.

## Schutz
Der Mittelspecht ist nach Anhang I der EU-Vogelschutzrichtlinie geschützt.